# Diana Karazon

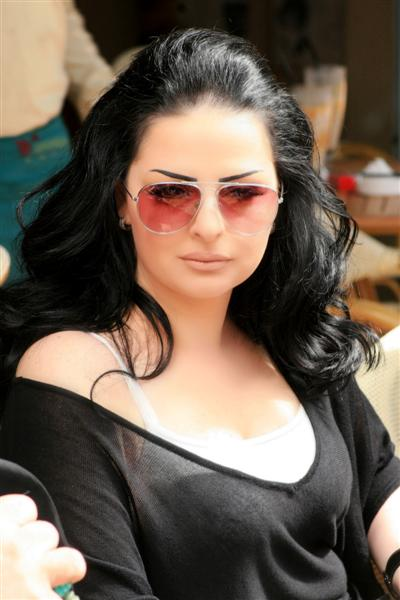
Diana Karazon, 2009

Diana Karazon (ديانا كرزون; * 30. Oktober 1983 in Kuwait) ist eine arabische Sängerin. 2003 gewann sie die erste Staffel von SuperStar.

## Leben und Karriere
Karazon wurde am 30. Oktober 1983 in Kuwait geboren und wuchs in der jordanischen Hauptstadt Amman auf.
Am 18. August 2003 gewann sie die erste Staffel der arabischen Castingshow SuperStar. Im Finale setzte Karazon sich gegen Rouwayda Attieh durch.
Ende 2003 nahm sie an Superstar Weltweit teil und sang ihr Lied (Ensani Ma Binsak) als Einzige nicht auf Englisch, sondern Arabisch. Am Ende belegte sie mit 45 Punkten den neunten und vorletzten Platz, den Karazon sich mit Alexander Klaws teilte.

## Diskografie

### Alben
- 2003: Super Star El Arab
- 2005: El Omr Mashi
- 2010: 2010

### Singles (Auswahl)
- 2003: Ensani Ma Binsak
- 2003: Hobak Kawini (Original: İbrahim Tatlıses – Tabi Tabi)
- 2005: El Omr Mashi
- 2010: Momken Ansak
- 2018: Khalliha Ala Allah
- 2019: Hay El Set Omme
- 2019: Farhetna El-Lieleh
- 2019: Haida El Haki
- 2022: Heyya Ala Allah

| Personendaten    | Personendaten      |
| ---------------- | ------------------ |
| NAME             | Karazon, Diana     |
| ALTERNATIVNAMEN  | ديانا كرزون        |
| KURZBESCHREIBUNG | arabische Sängerin |
| GEBURTSDATUM     | 30. Oktober 1983   |
| GEBURTSORT       | Kuwait             |